# Pia Colombo
Pia Colombo (Homblières, Aisne, 6 de julio de 1934 -16 de abril de 1986) fue una cantante francesa de origen franco italiano, nacida Eliane Marie Amélie Pia Colombo que actuó en radio, cine y televisión entre 1956 y 1981.
Se la comparaba con Édith Piaf y se la creyó su sucesora cuando murió en 1963 pero Colombo era demasiado intelectual para el gusto del público general.

## Trayectoria
Comprometida políticamente, fue gran intérprete de su marido, el compositor Maurice Fanon y de Serge Gainsbourg, Jacques Brel, Georges Brassens, Kurt Weill, Hanns Eisler y otros.
En la década del 60 actuó en las producciones de Roger Planchon de obras de Bertolt Brecht.
Actuó en el Teatro Nacional Popular, Teatro de los Campos Elíseos, Théâtre du Châtelet Olympia de Paris, Bobino, Festival de Aviñón y populariza las canciones de Léo Ferré.
Falleció de cáncer a los 51 años y se encuentra enterrada en el Cementerio del Père-Lachaise de París.

## Registros integrales
- Pia Colombo - À Casa d'Irène (1964-1965)
- Pia Colombo - Florilège (1959-1971)
- Pia Colombo - Le bal de quartier (1959-1962)
- Pia Colombo - Le Mauvais Larron (1957-1964)
- Pia Colombo - Tique Taque (1959-1960)
- Pia Colombo - Le métèque (1967-1969)
- Pia Colombo - Adagio Nocturne (1971)
- Pia Colombo - Chante Bertolt Brecht & Kurt Weill (1969)

## Premios
- Coq d'Or de la chanson française 1959: Les flonflons du bal.
- Prix de l'Académie Charles-Cros de la Chanson (1969)

## Cine
- 1969: Oh! What a Lovely War - Film de Richard Attenborough.
- 1969: Une si simple histoire[6] - Film de Abdellatif Ben Ammar
- 1974: Parade[7] - Film de Jacques Tati

## Publicaciones
- Revue Lectures D'Aujourd'hui N°411 1960: Pia Colombo.
- L'Humanité: « A l'Olympia, l'embarras du choix avec GB, Pia Colombo» -
- Le Nouvel Observateur: Chanson: Piaf et Colombe
- L'Aurore: « Pia Colombo s'oppose à Brigitte Bardot» - 1979
- La genèse et l'enregistrement du titre « La Rue des Rosiers» 1967
- « Le Cabaret rive gauche» - Livre écrit par Gilles Schlesser (Éditions l'Archipel) 682 pages – Cahier photo 16 pages.
- L'Humanité: « Pour maurice Fanon» 1991
- « Mémoires d'un Cabaret: L'Écluse» de Marc Chevalier - Éditions La Découverte (1987)

### En francés
- La Biographie de Pia Colombo (2006)
- La discographie de Pia Colombo (EP & Singles) sur « Encyclopedisque.fr »
- La discographie de Pia Colombo sur « Rateyourmusic.com »
- Article « Ferré chanté » critique de Ludovic Perrin (paru dans le journal Libération du 18/05/2001)
- Les paroles de « L'écharpe ».
- Voir la photo Pia Colombo et Léo Ferré. Quelle interprète!

- Datos: Q3382160